# БМД-1КШ
БМД-1КШ «Сорока» (Индекс ГБТУ — Объект 926) — советская командно-штабная машина начальника штаба батальона. Разработана на базе бронетранспортёра БТР-Д. Серийное изготовление было налажено на Волгоградском тракторном заводе в 1975 году. В некоторых источниках именуется КШМ-Д.

## Описание конструкции

### Броневой корпус и башня
Командно-штабная машина БМД-1КШ создана на базе БТР-Д. Штатное вооружение и амбразуры для стрельбы из личного оружия отсутствуют. На месте курсовых пулемётов размещено дополнительное оборудование. Люки для посадки офицеров в боевое отделение перенесены с крыши средней части корпуса к люку механика-водителя. Командирская башенка БМД-1КШ сдвинута ближе к корме и левому борту по сравнению с базовой машиной. Для улучшения условий работы штабных офицеров в броневом листе рубки размещены три окна, закрываемые бронированными крышками.

### Средства наблюдения и связи
БМД-1КШ имеет несколько каналов УКВ и КВ связи. В состав средств связи входят две радиостанции Р-123М, две Р-111 и одна радиостанция Р-130. Каждая радиостанция может работать независимо друг от друга. Для обеспечения устойчивой связи с помощью радиостанции Р-130 на дальностях до 300 км, БМД-1КШ оснащена четырёх метровой штыревой антенной. Для увеличения дальности связи имеется возможность использования мачтовой антенны. Электропитание приборов обеспечивается бензиновым агрегатом питания АБ-0,5-П/30.

## Модификации

### БМД-1КШ-А
Современная модернизированная версия с установкой комплекса технических средств автоматизации и связи. Устаревшие радиостанции Р-111, Р-123 и Р-130, заменены на новые УКВ станции Р-168-100У-2, Р-168-УН5-2 с аппаратурой Т-231-1Н и КВ станцию Р-168-100КБ. Передача данных может осуществляться по зашифрованных каналам телекодовой связи с использованием аппаратуры Т-236-В. Кроме того БМД-1КШ-А имеет возможность создавать канал спутниковой связи, для этого машина сопрягается со станцией Р-438-М.

## Сохранившиеся экземпляры
- Украина - боевое применение на 2025 год
- Узбекистан — на вооружении по состоянию на 2023 год[3]
- Россия — 1 БМД-1КШ находится в Военно-историческом музее артиллерии, инженерных войск и войск связи в Санкт-Петербурге.